# Georges Aeby
Georges Aeby (Friburgo, 21 settembre 1913 – 14 dicembre 1999) è stato un calciatore svizzero, di ruolo attaccante.

## Palmarès

### Calciatore
- Campionato svizzero: 2

Servette: 1933-1934, 1939-1940
- Coppa Svizzera: 1

Losanna: 1943-1944

### Individuale
- Capocannoniere del Campionato svizzero: 1

1939-1940 (22 reti)